# Pølse
Pølse er en madvare, som består af kødfars, evt. med forskellige tilsætninger, eksempelvis krydderier, der er stoppet i tarme, kaldet pølseskind. Tidligere brugte man mest svinetarme, men i dag bruges ligeledes kunstige tarme, som kan bestå af eksempelvis kollagen, cellulose eller endda af plast. I husholdningen anvendes et pølsehorn til at stoppe farsen i de rensede tarme.
Pølser kan være tilberedt på flere forskellige måder. Røgede, saltede og tørrede pølser er alle holdbare i forholdsvis lang tid. Pølser der købes rå, steges eller koges ofte, før de spises. Pølser anvendes både i varme retter og som pålæg.
I Sydtyskland er pølse en delikatesse og er en del af den sydtyske kultur.